# Tân Giang, thành phố Hà Tĩnh
Tân Giang là một phường thuộc thành phố Hà Tĩnh, tỉnh Hà Tĩnh, Việt Nam.

## Địa lý
Phường Tân Giang có vị trí địa lý:
- Phía đông và phía bắc giáp phường Thạch Quý
- Phía tây giáp phường Bắc Hà và phường Nam Hà
- Phía nam giáp phường Nam Hà và phường Văn Yên.

Phường Tân Giang có diện tích 0,97 km², dân số năm 2023 là 7.646 người, mật độ dân số đạt 7.882 người/km².

## Hành chính
Phường Tân Giang được chia thành 8 tổ dân phố: 1, 3, 4, 6, 7, 89, 10, 12.

## Lịch sử
Tên gọi: Tân Giang có nghĩa là Sông mới và là tên của một đoạn hào dẫn nước từ sông Rào Cái vào hào vệ thành của Thành Sen (thành cổ Hà Tĩnh xưa) nối với chợ Hà Tĩnh cũ (vị trí ngày nay là công viên Lý Tự Trọng) mà ngày nay còn sót lại đoạn chạy dọc theo đường Nguyễn Phan Chánh.
Thời nhà Nguyễn, phường Tân Giang thuộc một phần của xã Trung Tiết, huyện Thạch Hà, phủ Hà Hoa, tỉnh Hà Tĩnh – là nơi được chọn để đắp Thành Sen làm lỵ sở của tỉnh Hà Tĩnh.
Ngày 23 tháng 12 năm 1993, Chính phủ ban hành Nghị định số 101-CP (nghị định có hiệu lực từ ngày 1 tháng 7 năm 1994) về việc thành lập phường Tân Giang thuộc thị xã Hà Tĩnh trên cơ sở một phần diện tích và nhân khẩu của các phường: Bắc Hà, Nam Hà và xã Thạch Quý.
Ngày 15 tháng 12 năm 2019, HĐND tỉnh Hà Tĩnh ban hành Nghị quyết số 185/NQ-HĐND về việc:
- Sáp tổ dân phố 5 vào tổ dân phố 4 và tổ dân phố 6.
- Thành lập tổ dân phố 89 trên cơ sở tổ dân phố 8 và tổ dân phố 9.

Ngày 16 tháng 12 năm 2021, HĐND tỉnh Hà Tĩnh ban hành Nghị quyết số 58/NQ-HĐND về việc sáp nhập tổ dân phố 2 vào tổ dân phố 1 và tổ dân phố 3.

## Văn hóa
- Di tích Thành Sen.
- Di tích quốc gia Đền Võ Miếu.
- Khu lưu niệm Bác Hồ về thăm Hà Tĩnh.
- Khu lưu niệm danh họa Nguyễn Phan Chánh (di tích văn hoá cấp Tỉnh).

## Danh nhân
- Danh họa Nguyễn Phan Chánh.